# Valleret
Valleret település Franciaországban, Haute-Marne megyében. Lakosainak száma 63 fő (2022. január 1.). Valleret Brousseval, Domblain, Fays, Magneux, Sommancourt és Vaux-sur-Blaise községekkel határos.

## Népesség
A település népessége az elmúlt években az alábbi módon változott:
| Lakosok száma | 83   | 66   | 69   | 52   | 53   | 54   | 61   | 65   | 66   | 63   |
|               | 1968 | 1982 | 1990 | 2006 | 2013 | 2015 | 2017 | 2019 | 2020 | 2022 |